# 伦敦和大陆铁路
伦敦和大陆铁路（London and Continental Railways；缩写：LCR） 是一家英国政府拥有的房地产开发公司，用于铁路用地再开发。该公司成立于1994年，本是一家私人公司，拥有欧洲之星国际有限公司，曾负责建造建造英吉利海峡隧道铁路。
2007年底，海峡隧道铁路开通，该公司随后陷入财务困境，并于2009年6月被政府收购。

## 历史
该公司成立于1994年英国铁路私有化期间，1996年竞标并赢得了英国政府的合同，负责建造和运营伦敦和英法海底隧道之间的英吉利海峡隧道铁路。作为该交易的一部分，英国铁路公司旗下的欧洲之星国际有限公司和联合铁路公司（Union Railways），以及包括聖潘克拉斯車站和附近的国王十字中心土地在内的铁路基础设施都转让给LCR。
LCR的原始股东为比奇特尔公司（19%）、 Warburg（19%）、 維珍集團（18%）、 国家快运（17.5%）、 法国国家铁路（8.5%）、 伦敦电力（8.5%）、 奧雅納（3.5%） 、 合乐（3%） 和赛思达（3%）。
1998年1月，LCR发现其在欧洲之星业务的收入没有达到预期，因此陷入了严重的财务困境，并向英国政府寻求帮助。为了使该项目能够继续进行，该公司获准发行37亿英镑的私人债券，政府承诺提供担保。公司最终于2009年6月由英國運輸部获得。